# Милчинович, Адела
Адела Милчинович (хорв. Adela Milčinović; род. 14 января 1878 (по некоторым данным в 1879), Сисак — 18 июля 1968) — хорватская писательница, драматург, журналистка.

## Биография
Родилась в городе Сисак в Королевстве Хорватия и Славония в Австро-Венгрии (ныне в Хорватии) в 1878 году. Получила квалификацию учителя в одном из монастырей Загреба в 1896 году. Изучала историю искусств в Гамбурге и Лейпциге.
В 1899 году вышла замуж за Андриа Милчиновича, преподавателя и студента Загребского университета. Затем пара переехала в Зденцы, где Андриа устроился на работу учителем. Между 1902 и 1904 годами они жили в Германии, затем вернулись в Загреб в 1904 году, где её муж получил ученую степень и стал сотрудником Музея искусств и ремёсел.
В 1918 году вернулась в Загреб, работала в Национальном совете в Загребе заместителем секретаря финансового департамента и секретарём Национальной женской ассоциации. была секретарем в Национальном женском союзе Королевства сербов, хорватов и словенцев. В 1925 году она отправилась на Международную ассамблею Женской лиги в Вашингтоне и в том же году поселилась в Нью-Йорке, где жила с двумя дочерями. Умерла в 1968 году. Была журналисткой Голоса Америки и параллельно занималась проблемами югославских мигрантов.

## Работы
Писала очерки, рассказы, пьесы, литературную критику, а также педагогические и феминистские статьи.
- В соавторстве со своим супругом написали книгу «Под платиной» (хорв. Pod branom) — 1903. Её часть книги представляет собой литературную тематизацию социального статуса женщин, вдохновленную растущим в то время феминистским движением.
- Ивка (хорв. Ivka) — 1905. Представляет собой сборник очерков о женских судьбах.
- Тени (хорв. Sjena) — 1919. В ней которой акцент делается на атмосфере войны как инициаторе событийного пласта и проблеме супружеской дисгармонии и женской чувствительности, перерастающей в исследование женской психики.
- Трёхсерийный рассказ «Миссис Доктор» —1919. Это лирическое исследование неуверенной в себе женской натуры и ее недопонимания с противоположным полом.
- Без счастья (хорв. Bez sreće) — 1912. Драма на тему славянской деревенской жизни.
- Одна из её работ в 1907 году была посвящена биографии Драгойле Ярневич.

Параллельно своему литературному творчеству её интересовало социальное положение женщин, и она, безусловно, была одной из самых активных участниц молодого хорватского женского движения в публичной литературе того времени.